# Metacyclocaris polycheles
Metacyclocaris polycheles is een vlokreeftensoort uit de familie van de Cebocaridae. De wetenschappelijke naam van de soort is voor het eerst geldig gepubliceerd in 1955 door Birstein & M. Vinogradov.